# Сорочиця чорновола
Сорочиця чорновола (Cracticus nigrogularis) — вид горобцеподібних птахів родини ланграйнових (Artamidae).

## Поширення
Ендемік Австралії. Ареал виду займає значну частину країни, за винятком узбережжя Південної Австралії, Великої Піщаної пустелі та південно-східного узбережжя Нового Південного Уельсу. Вид також відсутній в Тасманії. Живе у сухих склерофільних лісах, що складається з евкаліпта та акації, з наявністю відкритих ділянок та галявин. Трапляється також у трав'янистих саванах з наявністю ізольованих дерев.

## Опис
Птах середнього розміру, завдовжки 28—32 см, розмахом крил до 51 см, вагою 105—159 г. Це птах з міцною статурою, довгим квадратним хвостом, великою прямокутною головою, міцним дзьобом з трохи загнутим кінчиком верхньої щелепи. Голова, шия, горло та верхня частина грудей чорні, а боки шиї, спина, груди, черево та стегна чисто білі. Крила чорні з білими маховими перами. Нижня сторона крил теж біла. Хвіст чорний з білими кінчиками. Ноги темно-сірі, очі темно-карі, а дзьоб синювато-сірий з чорнуватим кінчиком.

## Спосіб життя
Трапляється поодинці або у дрібних сімейних зграях. Проводить більшу частину дня сидячи на високому дереві, вишукуючи поживу. Всеїдний птах. Живиться великими комахами та іншими безхребетними, дрібними хребетними, яйцями птахів і плазунів, фруктами, ягодами, нектаром. Сезон розмноження триває з серпня по грудень, з піком гніздування у вересні-жовтні. Утворює моногамні пари. В період розмноження дуже територіальний. Чашоподібне гніздо будує самиця на гілках дерев. У кладці 2-5 зеленувато-сірих яєць з коричневими цятками. Інкубація триває до 21 днів. Виводок доглядають обоє партнерів. Пташенята залишаються в гнізді 25-33 дні, доки не навчаться літати.

## Підвиди
- Cracticus nigrogularis nigrogularis (Gould, 1837) - номінальний підвид, поширений уздовж узбережжя Східної Австралії від півострова Кейп-Йорк до басейну річки Мюррей;;
- Cracticus nigrogularis picatus Gould, 1848 - від північно-західного Квінсленду до південно-західного краю Західної Австралії, а також у північно-західному Новому Південному Уельсі.